# Ulrich Schiefer (Mediziner)
Ulrich Schiefer (* 15. September 1957 in Dortmund) ist ein deutscher Augenarzt (Neuroophthalmologe), Universitätsprofessor für Augenheilkunde an der Eberhard-Karls-Universität Tübingen und Leiter der Arbeitsgruppe Sehbahn am Forschungsinstitut für Augenheilkunde an der Universitäts-Augenklinik Tübingen.

## Biographie
Nach dem Abitur 1976 am Max-Planck-Gymnasium in Düsseldorf, studierte Ulrich Schiefer an der Heinrich-Heine-Universität Düsseldorf Humanmedizin. 1984 wurde er am Institut für Experimentelle Chirurgie der Universität Düsseldorf bei Gunter Arnold über ein kardiophysiologisches Thema mit der Note summa cum laude promoviert. Seine Doktorarbeit wurde als Beste Dissertation des Jahres ausgezeichnet.
Im Jahr 1983 erfolgte die Approbation zum Arzt, 1988 die Anerkennung zum Facharzt (Augenarzt). 1993 wurde Ulrich Schiefer über das Thema Rauschfeldkampimetrie – ein neues Verfahren zur Detektion von Sehbahnläsionen habilitiert. 1999 wurde er zum außerplanmäßigen Professor für Augenheilkunde an der Eberhard-Karls-Universität Tübingen ernannt. Von  1994 bis 2011 war er leitender Oberarzt und Stellvertreter des Abteilungsleiters der Abteilung II (Neuroophthalmologie) am Universitäts-Augenklinik Tübingen, von 2011 bis 2012 dann Leiter des Bereichs Visuelle Funktionsdiagnostik und Neuro-Ophthalmologie am Departement Augenheilkunde der Uni Tübingen. Im Mai 2011 folgte er dem Ruf auf die W3-Professur „Vision Science“ der Fakultät „Optik und Mechatronik“ der Hochschule Aalen. Am 10. Juli 2023 wurde er in den Ruhestand verabschiedet.
Darüber hinaus war er 2001 auch Gastprofessor am Department of Ophthalmology and Visual Sciences der Washington University in St. Louis.
Im Jahr 2002 erhielt Ulrich Schiefer vom Ministerium für Wissenschaft, Forschung und Kunst Baden-Württemberg den mit 10.250 Euro dotierten Landeslehrpreis für die Entwicklung der Lernsoftware Tuebingen Education System (TES).
Ulrich Schiefer ist verheiratet und hat drei erwachsene Töchter.

## Forschungsschwerpunkte und Projekte
- Gesichtsfeld
- Glaukom
- Homonyme Hemianopsie
- Morphologie / Morphometrie
- Verkehrsophthalmologie / visuelle Exploration
- Tuebingen Education System (TES)

## Publikationen (Auswahl)

### Bücher
- Rauschfeldkampimetrie. Kohlhammer, Stuttgart u. a. 1995, ISBN 3-17-013883-9.
- mit Helmut Wilhelm, Eberhard Zrenner und Annelie Burk: Praktische Neuroophthalmologie. Kaden, Heidelberg 2004, ISBN 3-922777-56-2.
- als Herausgeber mit Helmut Wilhelm und William Hart: Clinical Neuro-Ophthalmology. Springer, Berlin u. a. 2007, ISBN 978-3-540-32706-6.

### In Fachzeitschriften
- mit A. Schreiber, R. Vonthein, J. Reinhard, S. Trauzettel-Klosinski und C. Connert: Effect of visual restitution training on absolute homonymous scotomas. In: Neurology. Bd. 67, Nr. 1, 2006, ISSN 0028-3878, S. 143–145, doi:10.1212/01.wnl.0000223338.26040.fb.
- mit Reinhard Vonthein, Stephan Rauscher, Jens Pätzold, Katarzyna Nowmiejska, Elke Krapp, Agnes Hermann, Bettina Sadowski, Céline Chaumette und John M. Wild: The normal age-corrected and reaction time-corrected isopter derived by semi-automated kinetic perimetry. In: Ophthalmology. Bd. 114, Nr. , 2007, ISSN 0161-6420, S. 1065–1072, doi:10.1016/j.ophtha.2006.09.030.
- mit E. Papageorgiou, L. F. Ticini, G. Hardiess, F. Schaeffel, H. Wiethoelter, H. A. Mallot, S. Bahlo, B. Wilhelm, R. Vonthein und H.-O. Karnath: The pupillary light reflex pathway. Cytoarchitectonic probabilistic maps in hemianopic patients. In: Neurology. Bd. 70, Nr. 12, 2008, S. 956–963, doi:10.1212/01.wnl.0000305962.93520.ed.
- mit John P. Pascual, Beth Edmunds, Elisabeth Feudner, Esther M. Hoffmann, Chris A. Johnson, Wolf A. Lagrèze, Norbert Pfeiffer, Pamela A. Sample, Flemming Staubach, Richard G. Weleber, Reinhard Vonthein, Elke Krapp und Jens Paetzold: Comparison of the New Perimetric GATE Strategy with Conventional Full-Threshold and SITA Standard Strategies. In: Investigative Ophthalmology & Visual Science. Bd. 50, Nr. 1, 2009, ISSN 0146-0404, S. 488–494, doi:10.1167/iovs.08-2229.

## Auszeichnungen (Auswahl)
- 1984: Beste Dissertation des Jahres, Heinrich-Heine-Universität Düsseldorf
- 2002: Landeslehrpreis des Ministeriums für Wissenschaft, Forschung und Kunst, Baden-Württemberg[2]

## Mitarbeit in Akademischen Gremien (Auswahl)
- Mitglied der Kommission des Promotionsausschusses der Medizinischen Fakultät zur Prüfung von Arbeiten mit der Bewertung „summa cum laude“